# CNN Türk
CNN Türk (произн. Си-Эн-Эн Тюрк) — турецкая версия американского новостного телеканала CNN. Основан 11 октября 1999 года медиахолдингом Doğan Grubu в Стамбуле. Сменил канал Eko TV, принадлежавший холдингу Doğan Medya Grubu. 50 % акций канала принадлежат Doğan Yayın Holding, столько же — американскому Turner Broadcasting System.
С 17 сентября 2012 года вещает в формате 16:9. С 28 марта 2013 года вещает в формате высокой чёткости. Доступен через спутниковое телевидение на платформах Digiturk, Türksat 4A, D-Smart, Filbox и других, на кабельных платформах Kablo TV, Teledünya, на IPTV-платформе Tivibu. Известные ведущие канала: Ахмет Хакан Джошкун, Нефисе Каратай, Алтан Оймен.
Во время президентских выборов 2014 года в Турции CNN Türk был самым просматриваемым новостным телеканалом.

## Критика
CNN Türk наряду с другими турецкими СМИ критиковался за игнорирование волнений в Турции в 2013 году. В 2014 году, во время протестов турецких курдов против поддержки правительством Турции боёв за Кобани, CNN Türk показывал документальный фильм о пчёлах. 26 января 2016 года в отношении телеканала в Турции было возбуждено уголовное дело за цитирование оскорбления президента Реджепа Тайипа Эрдогана в эфире. 24 ноября 2015 года именно CNN Türk опубликовал предоставленную Генеральным штабом Вооружённых сил Турецкой Республики карту траектории полёта бомбардировщика Су-24, сбитого турецким истребителем F-16 возле турецко-сирийской границы.